# 出雲市立大社中学校
出雲市立大社中学校（いずもしりつ たいしゃちゅうがっこう）は、島根県出雲市大社町杵築南にある公立中学校。

## 沿革
- 1947年（昭和22年）4月 - 設立。
- 1949年（昭和24年）9月 - 大社町外二村組合立大社中学校（大社町・荒木村・遙堪村）に改称。
- 1950年（昭和25年）1月 - 大社町外三村組合立大社中学校（大社町・荒木村・遙堪村・鵜鷺村）に改称。
- 1951年（昭和26年）4月 - 大社町立大社中学校に改称。
- 1951年（昭和26年）10月 - 鵜鷺分校が大社町立鵜鷺中学校として独立。
- 1969年（昭和44年）4月 - 大社町立日御碕中学校を統合。
- 1985年（昭和60年）4月 - 大社町立鵜鷺中学校を統合。
- 2005年（平成17年）3月22日 - 出雲市立大社中学校に改称。

## 歴史
1947年　中学校新設のための「新学制の具体的実行案提出の件」と「大社町中学校設置仮手続き」が提出された。その後1949年　荒木村と遙堪村の２村で、大社町外二村学校組合が設けられ、学校事務を共同で行うものとし、組合立大社中学校の設置を承認するものとした。
同年、９月に大社町・荒木村・遙堪村組合立中学校が設立されそれに伴い、大社町外二村組合立大社中学校に改称された。
翌年の1950年に緊急会議が開かれ、町長によって大社町外二村学校組合に鵜鷺村を加える議案が提出された。議会はこれを認め、鵜鷺村を含めた大社町外三村組合が発足した。
こうして同年に大社中学校は、荒木分校と遥堪分校を実質統合し初めての始業式を行った。
翌年1951年には大社町外四村合併に伴い大社町立大社中に改称された。
1985年には鵜鷺鉱山の閉山によって人口減少に歯止めが利かなくなった鵜鷺中学校から統合の申し入れがあり、統合が行われたことで大社町唯一の中学校となった。

## 校区
- 校区は、大社小学校、荒木小学校、遙堪小学校の通学区域となっている。

## 部活動

### 文化部
- 吹奏楽部
- 合唱部
- 美術部
- 科学部

### 体育部
- 野球部
- サッカー部
- ソフトテニス部（男・女）
- 剣道部
- 柔道部
- 女子バレー部
- 陸上部

## 著名な卒業生
- 竹内まりや(シンガーソングライター)